# تازوتة
تازوتة هي قرية مغربية تنتمي لإقليم صفرو، جنوبي مدينة فاس. تضم هذه البلدة 5.745 ساكنا حسب إحصاء سبتمبر 2004.